# Linearistroma lineare
Linearistroma lineare är en svampart som först beskrevs av Heinrich Rehm, och fick sitt nu gällande namn av Franz Xaver von Höhnel 1910. Linearistroma lineare ingår i släktet Linearistroma och familjen Clavicipitaceae.   Inga underarter finns listade i Catalogue of Life.